# Вама, Уира
Уира Вама (англ. Wira Wama; род. 24 октября 1989, Папуа — Новая Гвинея) — папуанский футболист, полузащитник. Выступал за сборную Папуа — Новой Гвинеи.

## Биография

### Клубная карьера
Выступал на родине за клуб «Хекари Юнайтед». В его составе по крайней мере 4 раза становился чемпионом Папуа — Новой Гвинеи и регулярно выступал с командой в Лиге чемпионов ОФК. В 2013 году поступил на учёбу в Баптистский университет Маранафа в Висконсине. С 2013 по 2016 год был игроком студенческой команды «Маранафа Сейберкетс», сыграл 67 матчей, забил 43 гола. Ненадолго возвращался в «Хекари Юнайтед» в 2016 году, играл за клуб в Лиге чемпионов.
Завершил обучение в США в 2019 году. Был ассистентом главного тренера женской команды университета. Вновь стал игроком «Хекари Юнайтед» в 2020 году, вскоре после возвращения на родину.

### Карьера в сборной
Сыграл 4 матча за олимпийскую сборную  Папуа — Новой Гвинеи в отборочном турнире к Олимпиаде 2012 года.
В 2016 году вызывался в основную сборную Папуа — Новой Гвинеи, за которую провёл 5 матчей. В марте сыграл за команду в двух товарищеских матчах против Соломоновых Островов. В мае был включён в заявку сборной на Кубок наций ОФК 2016, на котором Новая Гвинея дошла до финала и уступила в серии пенальти Новой Зеландии. Сам Вама в решающих встречах оставался на скамейке запасных и сыграл только в двух первых матчах групповой стадии. 17 июня, в товарищеской встрече с Малайзией, провёл свой последний матч в футболке национальной сборной.